# Калитвенская

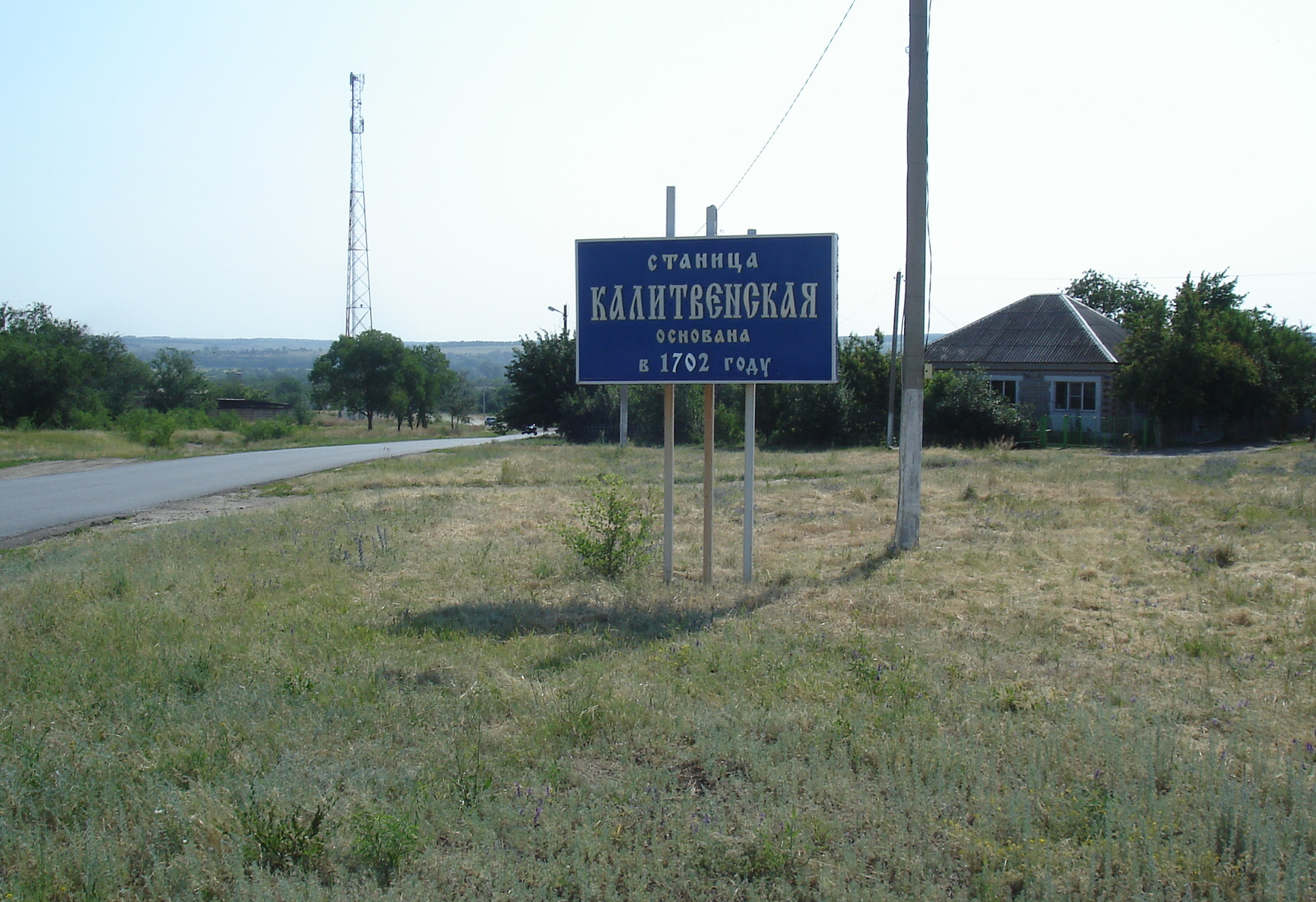
Въезд в станицу

Калитвенская — станица в Каменском районе Ростовской области.
Административный центр Калитвенского сельского поселения. Единственный населенный пункт Каменского района, имеющий статус станицы.

## География
Находится на левом берегу Северского Донца.

### Улицы
| - ул. Ворошилова, - ул. Горького, - ул. Калинина, - ул. Кирова, - ул. Кооперативная, - ул. Красноармейская, - ул. Куйбышева, - ул. Ленина, - ул. Немальцева, | - ул. Пароходная, - ул. Пионерская, - ул. Пушкина, - ул. Садовая, - ул. Советская, - ул. Степная, - ул. Фрунзе, - ул. Фурманова, - ул. Щаденко. |

## История
Из ЭСБЕ:

Письмо предков

Калитвенская станица Донецкого округа, области Войска Донского, в 13 вер. к В. Ю. В. от округа станицы Каменской, на левом берегу Донца. Жителей 20025. Церковь, одноклассное приходское училище. В окрестностях, в меловой системе, залегает огромными пластами кварцевый песчаник — так наз. «калитвенский камень», хрупкий, но очень красивый в отделке и потому употребляется на постройки.

В годы войны здесь происходили боевые действия. Из хроники Великой Отечественной войны — 17 января 1943 года (575-й день войны), сообщение Совинформбюро:

17 января наши войска после упорного боя овладели городом и крупным железнодорожным узлом Миллерово. Наши войска, наступающие южнее Воронежа, овладели городом и крупной железнодорожной станцией Алексеевка, городом Кюротояк, районным центром и железнодорожной станцией Подгорное. В районе Северного Донца наши войска захватили несколько десятков населённых пунктов, в том числе крупные населённые пункты — Красновка, Исаевка, Верхне-Митякинский, Астахов, Калитвенская, железнодорожные станции — Погорелово, Красновка. В районе Орловская наши войска овладели крупными населёнными пунктами — Будённовская, Бекетный, Донской, Ногаевско-Ребричанский, Гундоров, Романов, железнодорожными станциями Эльмут и Восточный. На Северном Кавказе наши войска в результате решительной атаки овладели районным центром и крупной железнодорожной станцией Курсавка, районным центром Гофицкое, крупными населёнными пунктами — Сергиевна, Султанское, Крым-Гиреевское, Воровсколесская, железнодорожной станцией Крым-Гиреево.

Среди казачьих песен, бытовавших у станичников, можно назвать такие, как «За Уралом, за рекой», «Из-за леса, леса копий и мечей», «Ой, при лужку, при лужке», и др.
Во времена СССР в станице существовал колхоз имени XXII партсъезда, письмо работников которого замуровано в здание администрации и должно быть вскрыто в день 100-летия колхоза.

## Население
| 2010 |
| ---- |
| 1041 |

## Инфраструктура
В станице имеется Дом культуры, детская площадка, 2 ФАП, школа и магазины, два фельдшерских пункта, амбулатория. Здесь действуют около 40 организаций и предприятий, занимающихся в основном сельским хозяйством. Самым крупным сельскохозяйственным предприятием является колхоз «Станичник». У реки Донец летом работают оздоровительные лагеря.
На берегу Донца создан песчаный пляж, на котором проводятся соревнования по пляжному футболу. Ранее рядом с пляжем находилась переправа на Белую Калитву, ныне не существующая.

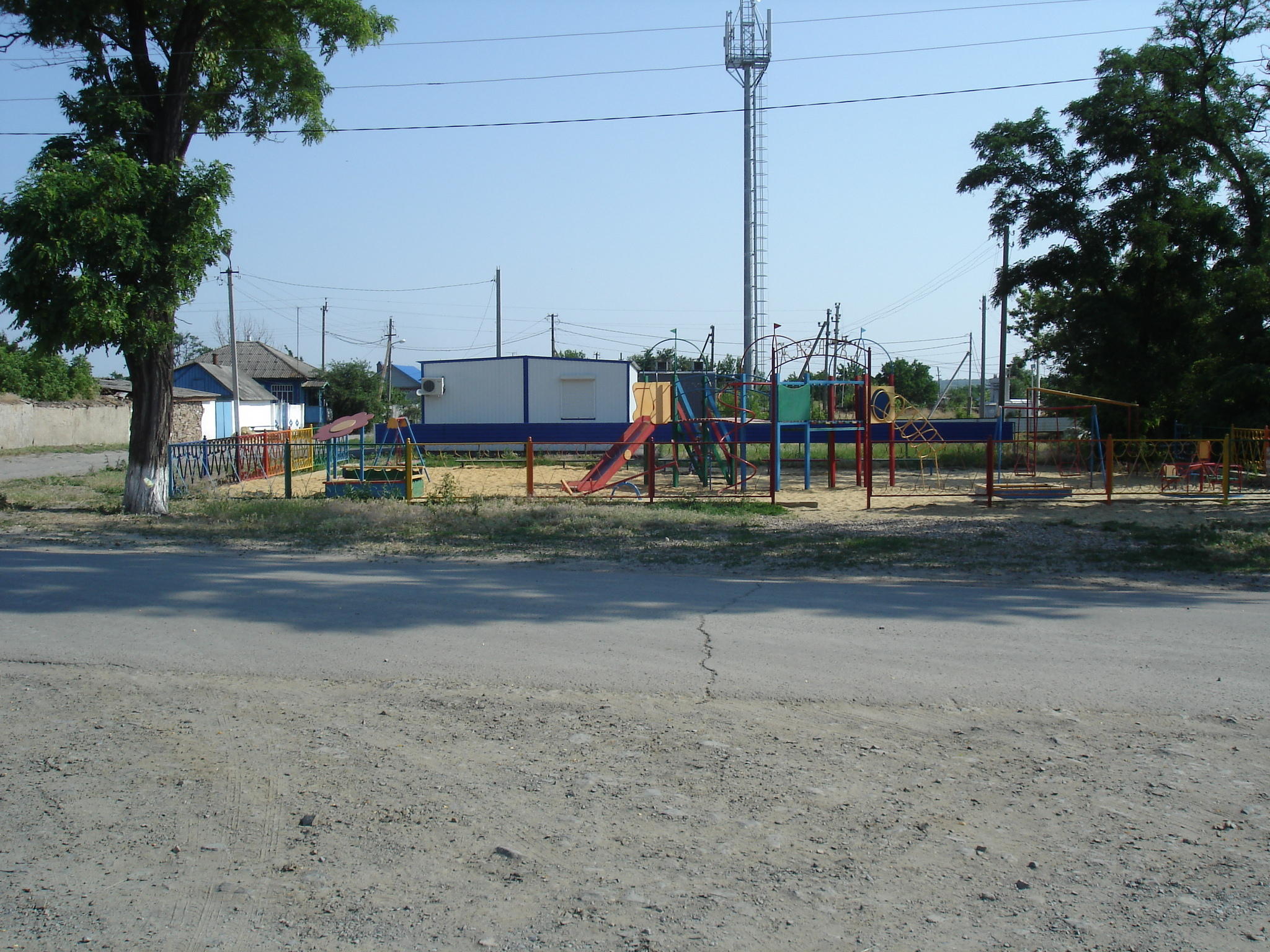
Детская площадка
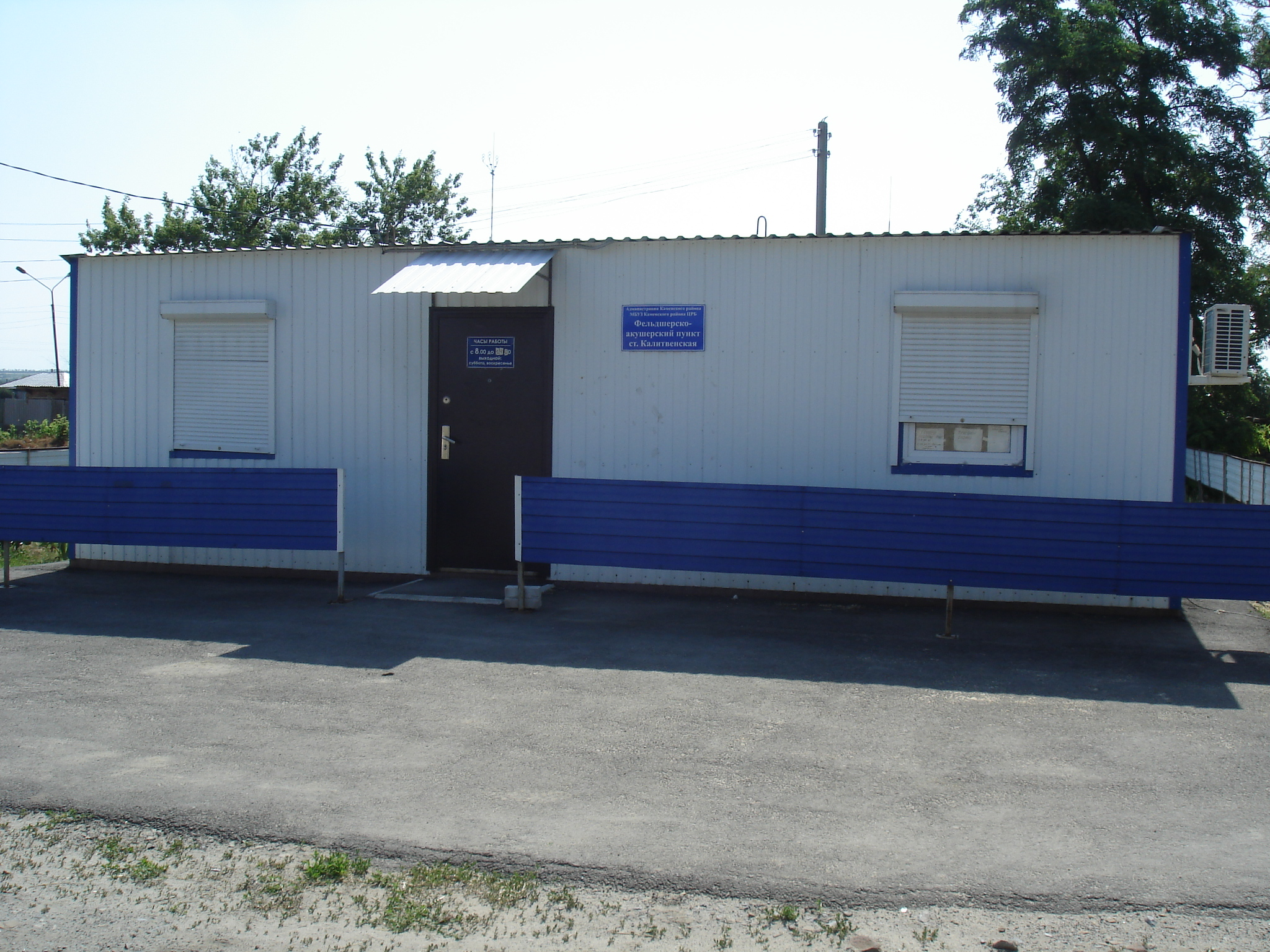
ФАП
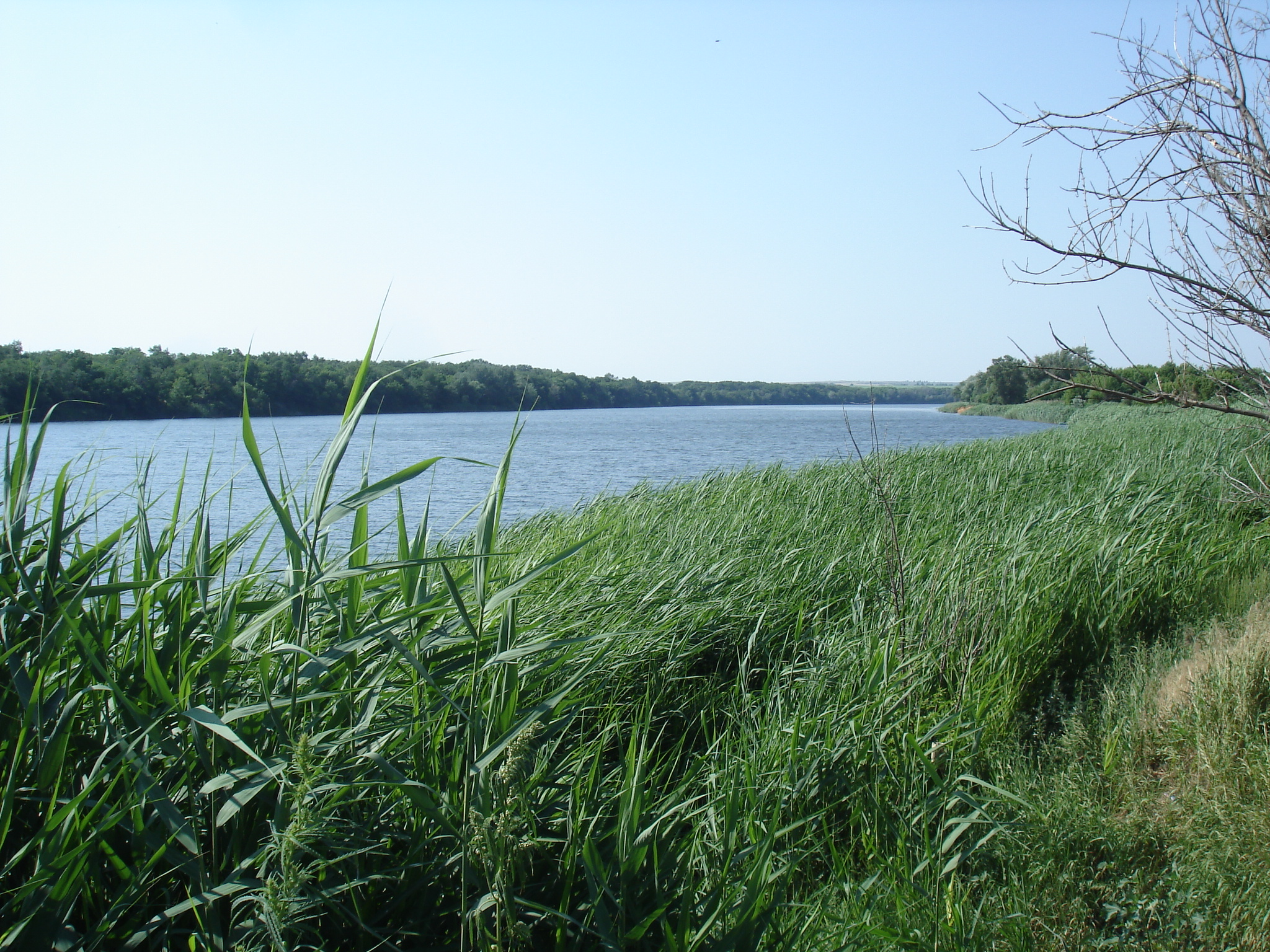
Вид на Северский Донец
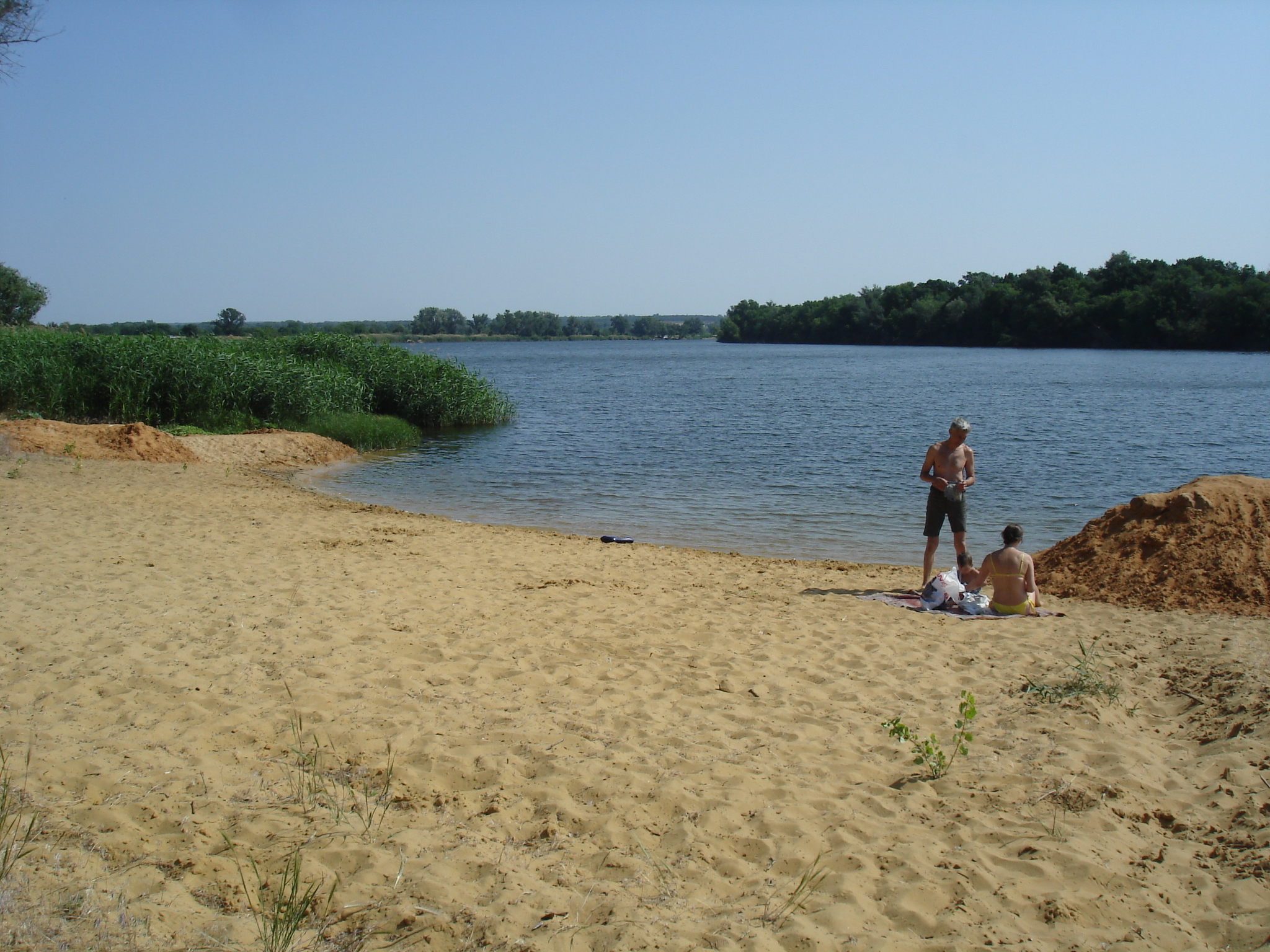
Пляж
Дворец культуры и спорта
Памятник ВОВ

## Достопримечательности

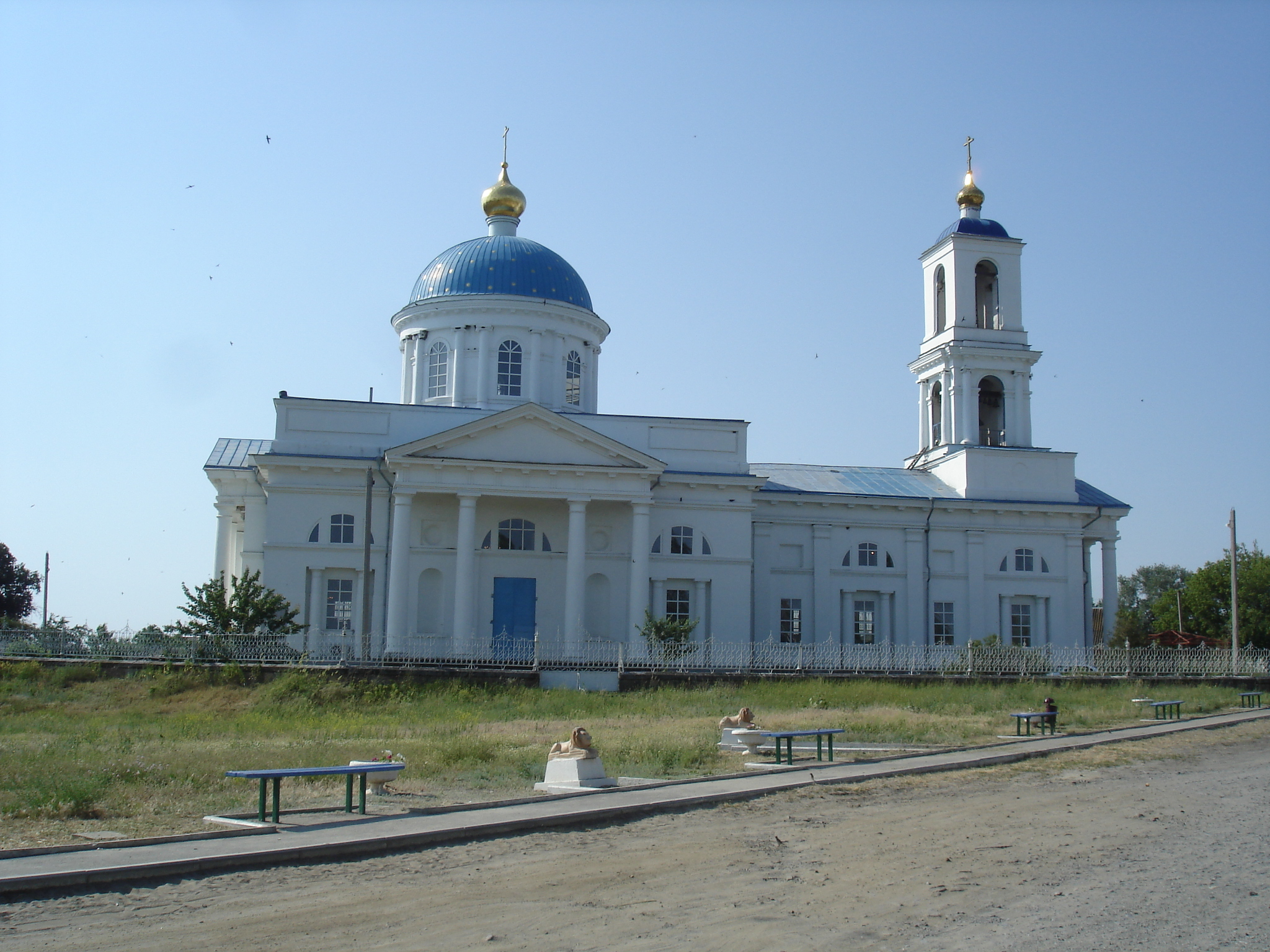
Церковь Успения Пресвятой Богородицы

- Церковь Успения Пресвятой Богородицы. Построена в начале XIX века по проекту архитектора И. Е. Старова в стиле русского классицизма. Иконостас создавался с участием итальянских мастеров. В годы Великой Отечественной войны храм был закрыт, подвергался обстрелам. После войны в здании храма был склад удобрений. В конце 1980-х годов началось восстановление храма.
- Памятник В. И. Ленину.
- Дворец культуры и спорта.
- Памятник воинам Великой Отечественной войны в станице Калитвенской с мемориальными досками участникам войны — жителям станицы.
- Старое казачье кладбище с надгробьями XIX века.
- «Летопись Калитвенской церкви», г.Новочеркасск, типография «Донской Газеты» 1884г. (24 стр.). Источник: «Донская государственная публичная библиотека».[3]